# Ferdinand von Bauer

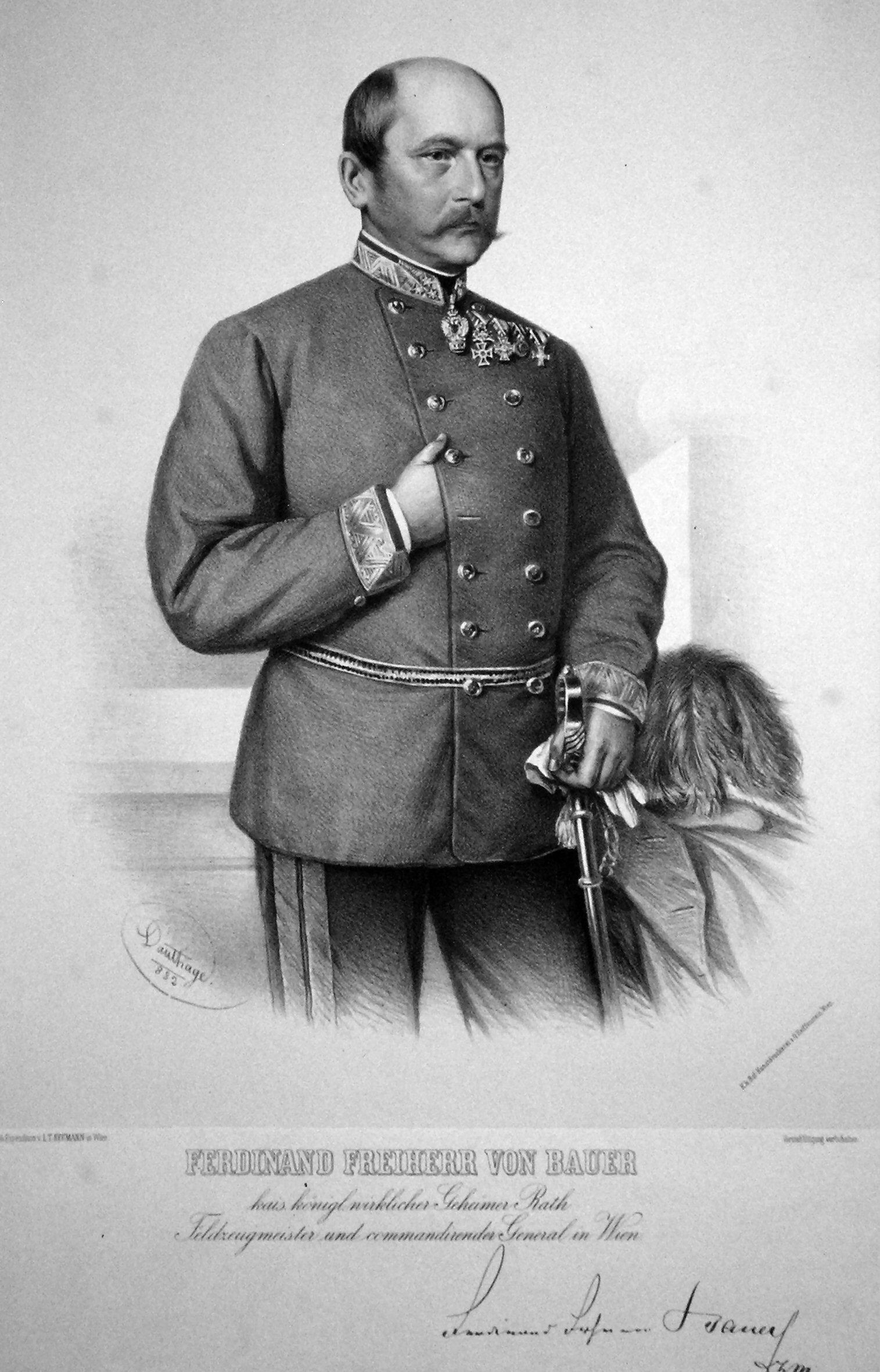
Ferdinand von Bauer, litografi av Adolf Dauthage, 1882.

Ferdinand von Bauer, född den 7 mars 1825 i Lemberg, död den 22 juli 1893 i Wien, var en österrikisk friherre och militär.
von Bauer deltog i 1859 och 1866 års italienska krig och utmärkte sig särskilt i slaget vid Custozza. Han blev 1874 fältmarskalklöjtnant, 1881 fälttygmästare, 1882 kommenderande general i Wien och 1888 (efter Bylandt-Rheidt) rikskrigsminister.